# Wolfgang Birkner
Wolfgang Birkner (27 ottobre 1913 – 24 marzo 1945) è stato un militare tedesco, ufficiale delle SS e perpetratore dell'Olocausto durante la seconda guerra mondiale. Prestò servizio come KdS Warschau (Komandeur der Sicherheitspolizei) a Varsavia dopo l'invasione tedesca della Polonia nel 1939.

## Biografia
Dopo l'attacco tedesco all'Unione Sovietica nel 1941, Birkner e il suo Einsatzkommando furono schierati nel distretto di Bialystok. Birkner arrivò a Białystok dal Governatorato Generale il 30 giugno 1941, inviato dal comandante della polizia delle SS Eberhard Schöngarth su ordine dell'Ufficio Centrale per la Sicurezza del Reich.
Come veterano dell'Einsatzgruppe IV dall'invasione della Polonia nel 1939, Birkner fu considerato uno specialista nelle operazioni di sicurezza.

### Kommando Bialystok
Birkner fu nominato comandante del Kommando Bialystok sotto Arthur Nebe, a sua volta comandante dell'Einsatzgruppe B. Lo squadrone della morte di Birkner fu composto da 29 soldati delle SS e da altri funzionari della Gestapo. 
Fu una delle numerose unità schierate di stanza a Cracovia da Schöngarth: fu protagonista dell'omicidio di massa a Białystok e dintorni. Nei due primi mesi di attività, tra il 30 giugno e il 28 agosto 1941, causarono la morte di 1.800 ebrei. Il 20 aprile 1943 Birkner fu promosso al grado di SS-Hauptsturmführer Kriminal-Kommisar, l'equivalente di un capitano di polizia. 
Fu ucciso nella provincia di Pomorze il 24 marzo 1945. Fu indagato dai pubblici ministeri della Germania occidentale nel 1960, nel processo contro il comandante delle SS Hermann Schaper, che condusse degli omicidi di massa paralleli commessi dal Kommando SS Zichenau-Schröttersburg nella stessa regione.